# Lion’s Den
Lion’s Den ist ein Berliner Plattenlabel, Sound System und Tonstudio und in Produktion sowie Promotion im Bereich der Reggae- und Dub-Musik aktiv.
Bislang erschienen dreißig Vinyl-Veröffentlichungen sowie weitere Kollaborationen mit dem New Yorker Black Redemption Label und dem Londoner Inner Sanctuary Label.
Mit dem eigenen Sound System tourt Lion's Den in ganz Europa und bespielt diverse Clubs, kulturelle Räume und Festivals.